# El Cubo de Don Sancho
El Cubo de Don Sancho és un municipi de la província de Salamanca a la comunitat autònoma de Castella i Lleó. Limita al Nord amb Cipérez, a l'Est amb Garcirrey, Pelarrodríguez i Buenamadre, al Sud amb La Fuente de San Esteban i Boada i a l'Oest amb Villares de Yeltes i Pozos de Hinojo.

## Demografia
| 1991 | 1996 | 2001 | 2004 |
| ---- | ---- | ---- | ---- |
| 678  | 620  | 584  | 545  |